# Segundo Consistório Ordinário Público de 1863

## Cardeais Eleitores
| Nº                 | País               | Nome                                         | Idade              | Cargo              | Título ou Diaconia                 |
| Cardeais eleitores | Cardeais eleitores | Cardeais eleitores                           | Cardeais eleitores | Cardeais eleitores | Cardeais eleitores                 |
| ------------------ | ------------------ | -------------------------------------------- | ------------------ | ------------------ | ---------------------------------- |
| 1                  | França             | Henri-Marie-Gaston Boisnormand de Bonnechose | 63                 | Arcebispo de Rouen | Cardeal-presbítero de São Clemente |

## Link Externo
- «Catholic Hierarchy» (em inglês)